# Tankovska armada Afrika (Wehrmacht)
Tankovska armada Afrika (izvirno nemško Panzerarmee Afrika) je bila tankovska armada v sestavi sil osi med drugo svetovno vojno. Armada je združevala pod enotnim poveljstvom vse nemške in italijanske tankovske enote v Afriki.

## Zgodovina
Tankovska armada je bila ustanovljena 30. januarja 1942, ko so preoblikovali in preimenovali dotedanjo Panzergruppe Afrika. 1. oktobra istega leta je bila armada preimenovana v Nemško-italijansko tankovsko armado.

## Organizacija
15. avgust 1942
- štab
- Nemški afriški korpus

- 15. tankovska divizija 
- 21. tankovska divizija 

- 90. lahka divizija
- 164. pehotna divizija
- Padalska brigada Ramcke
- X. korpus

- 17. pehotna divizija »Pavia« 
- 27. pehotna divizija »Brescia« 

- XX. motorizirani korpus

- 132. tankovska divizija »Ariete« 
- 133. tankovska divizija »Littorio« 
- 101. motorizirana divizija »Trieste« 
- 185. padalska divizija »Folgore« 

- XXI. korpus

- 25. pehotna divizija »Bologna« 
- 102. motorizirana divizija »Trento« 

- 15. motorizirana brigada za posebne namene

## Poveljstvo
Poveljnik
- Generalfeldmarschall Erwin Rommel (30. januar 1942 - 9. marec 1942)
- General tankovskih enot Ludwig Crüwell (9. marec 1942 - 19. marec 1942)
- Generalfeldmarschall Erwin Rommel (19. marec 1942 - 22. september 1942)
- General konjenice Georg Stumme (22. september 1942 - 1. oktober 1942)